# Тупирама

Тупирама на карте штата.

Тупирама (порт. Tupirama) — муниципалитет в Бразилии, входит в штат Токантинс. Составная часть мезорегиона Западный Токантинс. Входит в экономико-статистический микрорегион Мирасема-ду-Токантинс. Население составляет  1 574 человека на 2010 год. Занимает площадь 712,206 км². Плотность населения — 2,21 чел./км².

## Демография
Согласно сведениям, собранным в ходе переписи 2010 г. Национальным институтом географии и статистики (IBGE), население муниципалитета составляет:
| Полное население                               | Полное население                               | Полное население                               | Полное население                               | 1 574 |
| ---------------------------------------------- | ---------------------------------------------- | ---------------------------------------------- | ---------------------------------------------- | ----- |
| в том числе:                                   | Городское население                            | 930                                            | Процент городского населения, %                | 59,09 |
|                                                | Сельское население                             | 644                                            | Процент сельского населения, %                 | 40,91 |
|                                                | Мужское население                              | 843                                            | Процент мужского населения, %                  | 53,56 |
|                                                | Женское население                              | 731                                            | Процент женского населения, %                  | 46,44 |
| Плотность населения, чел/км²                   | Плотность населения, чел/км²                   | Плотность населения, чел/км²                   | Плотность населения, чел/км²                   | 2,21  |
| Население муниципалитета в % к населению штата | Население муниципалитета в % к населению штата | Население муниципалитета в % к населению штата | Население муниципалитета в % к населению штата | 0,11  |

По данным оценки 2016 года население муниципалитета составляет 1 782 жителя.

## Статистика
- Валовой внутренний продукт на 2003 составляет 4.564.418,00 реалов (данные: Бразильский институт географии и статистики).
- Валовой внутренний продукт на душу населения на 2003 составляет 3.648,62 реалов (данные: Бразильский институт географии и статистики).
- Индекс развития человеческого потенциала на 2000 составляет 0,629 (данные: Программа развития ООН).

## Важнейшие населенные пункты
| № | Населённый пункт | Населённый пункт (порт.) | Категория | Население чел. (2010) | На карте                       |
| - | ---------------- | ------------------------ | --------- | --------------------- | ------------------------------ |
| 1 | Тупирама         | Tupirama                 | город     | 930                   | 8°58′33″ ю. ш. 48°11′21″ з. д. |